# سیارک ۹۱۴
سیارک ۹۱۴ (به انگلیسی: 914 Palisana، نامگذاری:1919FN) نهصد و چهاردهمین سیارک کشف شده‌است که در ۴ ژوئیه ۱۹۱۹ و در هایدلبرگ کشف شد. و به افتخار یوهان پالیسا ستاره‌شناس اتریشی به نام وی نامگذاری شد.
قدر مطلق سیارک برابر ۸٫۷۶ است.